# 慶巌寺
慶巌寺（けいがんじ）は、長崎県諫早市城見町にある浄土宗の寺院。

## 概要
1605年（慶長10年）に現在地の本明川脇の太良街道沿いの断崖の上で創立して建つ。
筑紫琴六段発祥の地であり、龍造寺家晴が豊臣秀吉の命令から朝鮮出兵に着用した諫早家の家宝「名珍作うこん威甲冑」は、甲冑工芸品としては最高名作で、県の指定文化財や、市の指定有形民俗文化財の「慶巌寺の磨崖仏三十三観音」。諫江八十八ヶ所十五番札所の近く。